# Vozniški izpit
Vozniški izpit je preizkus teoretičnega in praktičnega znanja, s katerim kandidat dokaže usposobljenost za voznika motornega vozila v cestnem prometu.
Teoretični del izpita (testi CPP) obsega preizkus znanja po teoretičnem delu programa usposabljanja kandidatov, predpisanem v 1. točki prvega odstavka 161. člena ZVCP. Kandidat, ki je opravil teoretični del izpita, sme največ štirikrat opravljati praktični del izpita, v roku, ki ne sme biti daljši od dvanajstih mesecev od dne, ko je opravil teoretični del izpita.
Praktični del izpita sme opravljati kandidat, ki ima veljaven teoretični del izpita. Teoretični del izpita ni pogoj za opravljanje posebnega praktičnega dela izpita za vožnjo vozil kategorije A.
Praktični del izpita opravlja kandidat na vozilu tiste kategorije, za katero se je priglasil k opravljanju izpita.
Na praktičnem delu izpita in na posebnem praktičnem delu vozniškega izpita za vožnjo vozil kategorije A, izpitna komisija preverja kandidatovo spretnost in obnašanje pri vožnji vozila v prometu po praktičnem delu programa usposabljanja kandidatov, predpisanem v 2. točki prvega odstavka 161. člena ZVCP. Praktični del izpita je sestavljen iz treh delov:
- prvi del obsega pripravo na vožnjo in ugotavljanje tehničnega stanja vozila;
- drugi del zajema preizkus spretnosti pri vožnji z vozilom, ki poteka na poligonu ali na drugi neprometni površini;
- tretji del zajema preizkus obnašanja pri vožnji vozila v cestnem prometu v naseljih in izven njih, kjer je to mogoče pa tudi na cestah, rezerviranih za motorna vozila in avtocestah.

Izpitna komisija sme preveriti usposobljenost kandidatov za vožnjo vozila v različnih vremenskih razmerah in tudi v nočnem času.
Izpitna komisija oceni kandidata na praktičnem delu izpita z oceno: »je opravil« ali »ni opravil« in jo naznani kandidatu za voznika ustno.
Če je bil kandidat na praktičnem delu izpita neuspešen, sme ponovno opravljati praktični del izpita po poteku petih dni, od zadnjega opravljanja praktičnega dela izpita.